# Tommaso Lisi
Tommaso Lisi (Coreno Ausonio, 9 febbraio 1935) è un poeta italiano.

## Biografia
Laureato in filosofia a Roma con una tesi sul pensiero linguistico di Benedetto Croce, intraprende la carriera di insegnante. A vent'anni pubblica il suo primo libro di poesie intitolato semplicemente Parole (Bologna, Ed. Sia, 1955). Sebbene l'anno successivo la "cantata d’amore" Ivana (Bologna, Ed. Sia, 1956) sia presentata da Corrado Govoni, raggiunge un primo successo solo cinque anni più tardi con Un mignolo d'aria (Firenze, Vallecchi, 1961), seguito da Liturgia familiare (Padova, Rebellato, 1969) dove Mario Luzi scrisse di «poesie straordinariamente limpide, tirate con energia e con grazia sulla corda del sentimento e degli affetti, dominate dalla maturità, dal senso, tutto vissuto, del tempo». Secondo Giorgio Bàrberi Squarotti «[...] Tommaso Lisi ha trovato la sua nota caratteristica nella rievocazione commossa degli affetti familiari, soprattutto nel ricordo del padre». Nel 1958, di una sua recensione a "Le ceneri di Gramsci" di Pier Paolo Pasolini  si dà notizia nella Letteratura Italiana di Asor Rosa.
Redattore di "Stato Democratico" e "Il Cannocchiale", sue poesie sono apparse inoltre su "Cenobio", "La Fiera Letteraria", "Prove di letteratura e arte", "Galleria"; saggi di critica letteraria su "Paese Sera", "La Voce Repubblicana" e "Avvenimenti". 
È autore di opere di narrativa, tra le quali si segnala la "privata trenodia" de La memorabile età degli inganni, costituita dai romanzi La vocazione (Firenze, CDA libri, 1969), Rodolfo (Roma, L'officina libri, 1976) e Pensieri Cattivi (Marina di Minturno, Caramanica Editore, 1995), «che distilla in controtempo il dolore per i genitori scomparsi in forme brevi di universale trasparenza e cantabilità levigata, giocate su correctiones ed epanortosi». 
Nell'Antologia di recente pubblicazione Il viaggio che dura (Venezia, Marcianum Press, 2024) «un filo si dipana attraversa tutti i libri per raccontare l’essere-nel-mondo».
I dattiloscritti di alcune sue raccolte poetiche sono conservati, insieme a sue lettere, nell'archivio del Gabinetto Vieusseux

## Opere

### Poesie
- Parole, Edizioni SIA (1955)
- Ivana, presentazione di Corrado Govoni, Edizioni SIA (1956)
- Un mignolo d'aria, Vallecchi (1961)
- Liturgia familiare, Rebellato (1969)
- Adolescenza, CDA (1972)
- Corrispondenza, L'officina libri (1981)
- Fuorisacco, L'officina libri (1982)
- In punta d'ago, Stamperie dell'Arancio (1995)
- Versi vaganti e stravaganti, Edizioni Eva (1997)
- Agosto con il padre, Biblioteca Cominiana (1997)
- La contigua stanza, Edizioni Eva (1997)
- La parete sottile, Edizioni Eva (1998)
- La porta socchiusa, Edizioni Eva (1999)
- Nel nome del padre e della madre, Lombardo (2010)
- Colloqui con il padre e la madre, Luigi Pellegrini Editore (2013)
- Liturgia familiare, con lettera autografa di Mario Luzi, Luigi Pellegrini Editore (2014)
- Liturgia familiare, con traduzione in inglese di Barbara Carle (Family Liturgy), Edizioni Il Labirinto (2015)
- Nuovi colloqui con il padre e la madre, Luigi Pellegrini Editore (2016)
- Il viaggio che dura (antologia 1955-2023), presentazione di Domenico Adriano, Marcianum Press (2024)
- Al padre alla madre, Edizioni Il Labirinto (2025)

### Prosa
- La vocazione, CDA (1969)
- Rodolfo, L'officina libri (1976)
- Pensieri Cattivi, Caramanica Editore (1995)